# Aeroporto de Maracaju
O Aeroporto Municipal de Maracaju (IATA: ***, ICAO: SSMJ) é um aeroporto localizado na cidade de Maracaju, no estado de Mato Grosso do Sul. Situado a 142 quilômetros da capital Campo Grande.